# Fortificatie
Fortificatie, letterlijk: versterking, vroeger ook versterkingskunst genoemd, betekent het voorzien van een plaats van verdedigingswerken. Het wordt ook gebruikt om de delen van een stad of gebouw die dienen voor de versterking van die stad of dat gebouw tegen aanvallen van buitenaf aan te duiden. Het woord is etymologisch verbonden met het woord fort.
Versterkte steden in Nederland zijn onder andere Bourtange en Naarden.